# Lemeš (Sombor, Srbija)
Lemeš (srpski: Svetozar Miletić/Светозар Милетић, mađarski: Nemesmilitics, njemački: Berauersheim ili ponekad Milititsch) je selo na sjeveru Bačke u autonomnoj pokrajini Vojvodini, Srbija.

## Zemljopisni položaj
Nalazi se na 45°51' sjeverne zemljopisne širine i 19°12' istočne zemljopisne dužine.

## Upravna organizacija
Nalazi se u Zapadnobačkom okrugu, u općini Sombor.

## Ime
Naziv mjesta potiče od latinske riječi "miles, milites" što u prijevodu znači vojnik. Mađarski oblik Nemes Militics dobio je jer je mjesto u današnjem obliku nastalo kao naselje plemića iz cijele Ugarske. ("nemes" u prijevodu s mađarskog znači "plemenit"). Hrvatski oblik Lemeš nikada nije bio u službenoj uporabi, ali je uobičajen među hrvatskim (Bunjevci) življem u mjestu. 
Naziv na srpskom mjesto je dobilo 1925. po srpskom političaru iz južne Ugarske, Svetozaru Miletiću iz 2. polovice 19. stoljeća.
Naziv stanovnika mjesta je Lemešan, u množini Lemešani.

## Povijest
Subotički plemići armalisti se resko suprotstavljaju kralju i inim sugrađanima 4. siječnja 1747., odbijajući podmirivati javne dažbine po srazmjernom modelu sudjelovanja u plaćanju.
Sukob je eskalirao, što je rezultiralo odlukom Gradskom vijeća kojom im se ne dopušta nazočnost na sjednicama. Odluka je još više eskalirala sukob što je dovelo do toga da se dio subotičkih plemića, pretežno Bunjevaca-Dalmata odobrenjem carice Marije Terezije iselio nekoliko kilometara južnije, na područje današnjeg Lemeša. U ono vrijeme je to bila pusta koja se u njemačkim izvorima zvala Teletschka-Pußta.
Već 1752. katoličke crkvene vlasti utemeljivaju župu. Prvi župnik u mjestu bio je Martin Firanj koji je ovdje služio od 1752. do 1774. I nakon njega svećenici su pretežito bili Hrvati sve do 1995.
Lemeš je bio jednim od mjesta somborskog kraja gdje je Radićev HSS imao svoje pristaše.
Za vrijeme kolonizacije Vojvodine nakon 1945. su u Vojvodinu naseljavani i Hrvati. U Lemeš je naseljen nešto manji broj Hrvata, uglavnom iz Gorskog kotara i Bosne i Hercegovine.

## Lemeško plemstvo
Plemstvo Lemeša pretežito je niže plemstvo i spada u red ugarskog plemstva. No, postoje i one obiteljie koje mogu dokazati svoje podrijetlo od starih hrvatskih plemena (duodecim generationes regni Croatiae) pa tako, bez dvojbe pripadaju čistom hrvatskom praplemstvu, a kao takve su bile priznate i od ugarskih kraljeva što se posebice naglašavalo u Ugarskoj grbovnici riječima «aliter de...»
Ministarsko vijeće Ugarske 5. travnja 1869. godine, na prijedlog tadašnjeg ministra donijelo uredbu da se Hrvatima kojima se dodeljuje plemstvo Svete krune diplome izdaju na hrvatskom jeziku.
Lemeški plemići sticali su plemstvo kraljevskom donacijom, podjelom plemićkog lista i grbovnice (litterae armales), prefekcijom, adopcijom i indigenatom. Kraljevsku donaciju (donatio regia), odnosno dodjeljivanje dobara lemeški plemići dobili su 1803. godine kada je 36 rodova (156 familija) dobilo zemlju.
Dodjeljivanje plemićkog lista bilo je valjano samo ako je on imao oblik svečanog privilegija te ako se isti javno proglasio. To se činilo na Zemaljskom saboru koji je to na samoj izvornoj povelji i konstatirao formulom: «Grbovnica ili plemićki list blagorodnoga N.N. proglašen je pred kraljevinom te je primljen bez prigovora». Sama ta formulacija «primljen bez prigovora» (nemine contradicente) značila je da su članovi Sabora mogli prosvjedovati protiv proglašenja nečije diplome te u tom slučaju njen vlasnik nije primljen među plemiće odnosne županije.
Plemići su uživali do 1848. godine sljedeće povlastice: plemić se nije mogao bez zakonitog akta zatvoriti, podvrgnut je mogao biti samo sudu zakonitog vladara, oslobođeni su bili od raznih prisilnih i javnih poslova, pristojbi, carina i drugih davanja, ali su morali doprinositi obrani domovine, sudjelovali su pri donošenju zakona i dr. Svaki plemić bio je jednak član Svete krune (membrum sanctae regni coronae).
Lemeški plemići su, zbog različitih vojničkih zasluga dobivali i austrijsko ili ugarsko grofovstvo ili barunat, pravo na proširenje plemićkog grba novim pridjevcima, a neki su dobivali i odličje viteza, carskog ili zlatom ovjenčanog viteza (egues aureatus).
Jedna od glavnih karakteristika plemstva je posjedovanje grba, a neke obitelji imale su i pridjevak «de Nemesmilitics». Grb se koristio kao pečat kod ovjere dokumenata, na mnogim kućama u mjestu nalazi se isklesan grb u mramoru, plemićki ex librisi sadržavaju otisak grba, a uklesani su i na mnogim nadgrobnim spomenicima. Poseban oblik čine tzv. posmrtni grbovi (halotti cimer, toten Wappen).
Lemeško plemstvo spada u red hrvatskog (bunjevačkog) plemstva u Bačkoj.
Plemići koji su među prvima naselili Lemeš, a 1804. kraljevskom darovnicom dobili zemlju u posjed: Allaga (1722.), Baić (Baicsi) (1691.), Barašević (1690.), Horvat (1653.), Ivančić, Ivanić (1653.), Ivanković (1570.), Kaić (Kaity) (1697.), (Kaich) (1698.), Knezi de Nemesmilitics (1443.) (Knezi de Semenović), Lacko (Lacković) (1659.), Mandić (1688.), Marković (1690.), Piuković (1741.), Radić (1648.), Vidaković (1690.) i Vujević (1690.)
Plemići koji su nastanili Lemeš, ali kojima plemićka diploma nije objavljena u Bačko-bodroškoj županiji: Adamović, Grocki, Jančović, Stepanović, Semenović (Knezi), Antal (Antalović), Babić, Đurković, Kopunović, Kovač, Kujundžić, Lučić, Miković, Pilasanović, Rudnjak, Volarić i Vuković.
Posjede u Lemešu imala je i hrvatska plemićka obitelj Kujundžić koja je status plemića dobila 1835. godine.

## Stanovništvo
Narodnosni sastav 2002.:
- Mađari = 1455 (45,91%)
- Hrvati = 581 (18,33%)
- Srbi = 549 (17,32%)
- Bunjevci = 217 (6,85%)
- Jugoslaveni = 149 (4,70%)
- ostali

### Povijesna naseljenost
- 1961.: 3990
- 1971.: 3860
- 1981.: 3685
- 1991.: 3292
- 2002.: 3169

### Hrvati u Lemešu
U Lemešu djeluje Hrvatsko bunjevačko kulturno-umjetničko društvo "Lemeš" i Hrvatsko kulturno umjetničko društvo "Knezi Stipan Šimeta", koje je dobilo ime po istaknutom profesoru književnosti. U mjestu je 2008. utemeljena i nevladina udruga Hrvatski demokratski forum "Preporuke iz Lemeša".
Od poznatih Hrvata iz Lemeša, valja navesti svjetski poznatog teorijskog fizičara Gaju Alagu te akademika HAZU Mirka Vidakovića, genetičara šumskog drveća, obojica rodom iz mjesnih plemenitaških obitelji.

### Mađari u Lemešu
U Lemešu djeluje Mađarsko kulturno-umjetničko društvo "Németh László".

## Kultura i znamenitosti
Dio programa žetvene manifestacije bunjevačkih Hrvata, Dužijance se održava u Lemešu.
Preljska manifestacija „Marin bal“ u organizaciji Hrvatskog bunjevačkog kulturno-umjetničkog društva „Lemeš“.
Kalvarija na groblju s prekrasnom kapelom Gospe posrednice svih milosti iz 1924. godine.
Ulični šah, jedan od tri takva u Vojvodini.
Poznati kulinarski specijalitet Lemeša je lemeški kulen. Od 2006. održava se gastronomski festival Lemeški kulen fest.
Hrvatsko-bunjevačko kulturno umjetničko društvo "Lemeš" održava trodnevni Memorijal amaterskih dramskih skupina Antun Aladžić u čast prerano preminulog glumca i redatelja Antuna Aladžića koji je s dramskim djelom hrvatske udruge postigao zavidne rezultate.

## Zdravstvo
U Lemešu je nekad djelovalo poznato lječilište Lemeška banja.

## Znamenite ličnosti
- Gaja Alaga, akademik HAZU, svjetski poznati teorijski fizičar
- Mirko Vidaković, akademik HAZU, poznati genetičar šumskog drveća
- Đuro Kanjurski (Lemeš, 9. ožujka 1853. - Višegrad, 23. svibnja 1920.), redoviti profesor sirijskog, kaldejskog i arapskog jezika na Kraljevskom sveučilištu u Budimpešti.
- Petar Knezi (Lemeš, 2. siječnja 1859. – 18. siječnja 1929.), svećenik i spisatelj
- Pajo Vidaković dr. ( Lemeš 18. ožujka 1879. - Subotica, 1942.), svećenik, pod pseudonimom "Lemešanin" pisao etnološke studije, kazališne komade i udžbenike na "ilirskom" jeziku.
- Grgo Knezi (Lemeš, 18. veljače 1892.- Budimpešta, 5. prosinca 1944.), svećenik, biolog, objavio više znanstvenih djela
- Stevan Horvat (Lemeš, 7. listopada 1932.), hrvač, srebrna medalja na Olimpijskim igrama u Ciudad Mexicu 1968., docent za borilačke sportove na Fakultetu fizičke kulture u Novom Sadu
- Tereza Kočiš (Sombor, 27. travnja 1932.), gimnastičarka, sudionica više Olimpijada
- Ksenija Fallend dr.
- Tibor Szabo, nogometaš budimpeštanskog Ferencvarosa[15]
- Zoltan Szabo, nogometaš beogradskog Partizana i južnokorejskog Samsunga[15]
- Josip Turčik, danas nogometaš ljubljanske Olimpije[15]
- Antun Aladžić, glumac i redatelj amater[14]
- Ivan Pavić, aktivist pošumljavanja, dobitnik Listopadske nagrade grada Sombora[16]

## Šport
Športska društva i klubovi koji ovdje djeluju su:
- šah: Lemeš[11]
- nogomet: Jedinstvo[15]
- automobilizam[18]
- konjički klub[19] Vojvodina
- karate: ŽAK Ipon[20]

U Lemešu se nalazi motokroserska staza Lemešring.
U Lemešu se nalazi hipodrom. Na njemu se održava jedinstvena kasačka trka Lemeški hit koja se trči do konačnog pobjednika.

## Vanjske poveznice
- Stranice o selu  Arhivirana inačica izvorne stranice od 7. siječnja 2009. (Wayback Machine)
- Miroljub br.11/2001. Iz naše povisti - grofovi za plugom barunice u papučama (Povijest hrvatskog plemstva u Bačkoj)
- Miroljub br.11/2001. Iz naše povisti - grofovi za plugom barunice u papučama, nastavak (Povijest hrvatskog plemstva u Bačkoj)
- (srp.) Povijest sela  Arhivirana inačica izvorne stranice od 3. listopada 2006. (Wayback Machine)
- Lemeš  Arhivirana inačica izvorne stranice od 1. listopada 2007. (Wayback Machine) na fallingrain.com